# Jan Malarski

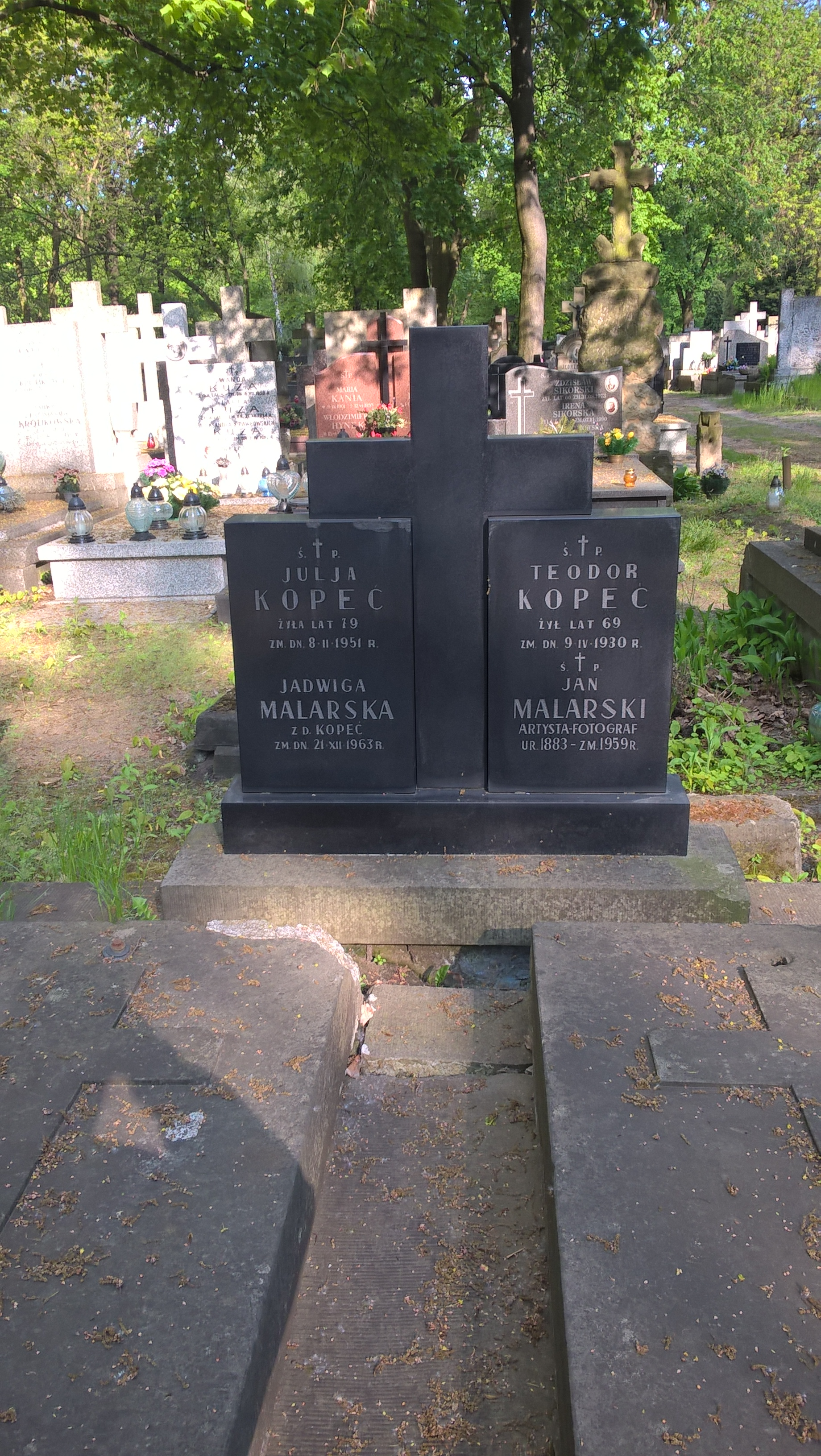
Grób Jana Malarskiego na cmentarzu Bródnowskim w Warszawie

Jan Malarski (ur. 24 czerwca 1883 w Warszawie, zm. 1 sierpnia 1959 w Łodzi) – polski artysta fotograf.
W 1903 z Karolem Tawrelem założył w kamienicy przy ulicy Nowy Świat 57 w Warszawie atelier fotograficzne, które wspólnie prowadzili do 1911. Następnie został oficjalnym uprawnionym fotografem artystów Teatrów Rządowych, a od 1920 do wybuchu II wojny światowej prowadził własny zakład przy ulicy Chmielnej 10.
Jan Malarski był uznanym fotografem portretowym, pozostawił po sobie bogaty zbiór zdjęć aktorów teatralnych początku XX wieku oraz fotografii wykonywanych w teatrach podczas przestawień. Uzupełnieniem zbioru są zdjęcia wykonane w autorskim atelier, na których uwieczniono ówczesnych mieszkańców stolicy. Pochowany na Cmentarzu Bródnowskim (kwatera 61A-6-30/31).